# James Newland
James Ernest Newland (22 de agosto de 1881 – 19 de março de 1949) foi um soldado australiano, policial e ganhador da Victoria Cross, a mais alta condecoração por bravura "em face do inimigo" que pode ser concedida a membros do exército britânico. e as forças armadas da Commonwealth. Newland foi premiado com a Victoria Cross após três ações separadas em abril de 1917, durante ataques contra as forças alemãs em retirada para a Linha Hindenburg. Enquanto estava no comando de uma empresa, Newland liderou com sucesso seus homens em vários ataques a posições alemãs e repeliu os contra-ataques subsequentes.
Em 17 de agosto de 1914, Newland foi transferido para a recém-criada Força Imperial Australiana após a declaração de guerra do Império Britânico contra a Alemanha e seus aliados. Designado para o 12º Batalhão, ele foi nomeado sargento oficial do regimento e embarcou em Hobart a bordo do HMAT Geelong em 20 de outubro, com destino ao Egito. Após uma breve parada na Austrália Ocidental, o navio chegou ao seu destino sete semanas depois. O 12º Batalhão passou os quatro meses seguintes treinando no deserto egípcio.